# Колокол (вулкан)
Ко́локол (яп. 得撫富士 «урупская Фудзи») — действующий вулкан на острове Уруп Большой Курильской гряды. Входит в группу Колокола.
Образовался в послеледниковое время над цоколем из более древних лавовых потоков. Название Колокол отражает правильность конуса с узкой платообразной вершиной на месте разрушенного кратера. На склонах заросли ольховника, кедрового стланика и курильского бамбука, отчасти трав. У подножия горячие минерализованные источники.